# Yannick Peeters
Yannick Peeters (Mol, 15 november 1996) is een Belgische ex-veldrijder. Hij is de zoon van oud-wielrenner Wilfried Peeters. Peeters won Belgische titels in de jeugdcategorieën in 2012 en 2013. In 2014 werd hij tweede op het wereldkampioenschap bij de juniores. Enkele maanden eerder was hij Europees kampioen veldrijden geworden voor Adam Ťoupalík.

## Palmares

### Jeugd
2012 (nieuwelingen)
- Belgisch kampioenschap

2013 (junioren)
- Belgisch kampioenschap

2014 (junioren)
- Europees kampioenschap

Adams · Boroš · Camps · Jacobs · Peeters · Rombouts · Schuermans · Vermeersch · Wouters